# Potenziometro (meccanica)
Il potenziometro o misuratore di potenza è uno strumento atto a misurare la potenza in watt erogata dal ciclista all'atto della pedalata.
Esistono diversi modelli che funzionano al medesimo modo, misurando cioè la risultante delle forze applicate alle pedivelle e trasmesse alla catena (eventuali forze espresse ma non incidenti e quindi disperse non saranno rilevati); la differenza può essere nel suo posizionamento, solitamente o nel mozzo posteriore della ruota o direttamente nel movimento centrale. Esistono poi modelli applicati ai pedali in grado di registrare la spinta dx/sx sui pedali, al momento utilizzate su biciclette stazionare per allenamento o test, ma in fase di sviluppo anche per le biciclette sportive.
Si necessità poi di un ciclocomputer o altro dispositivo a display in grado di riportare la lettura della potenza istantanea. Il protocollo di trasmissione wireless più utilizzato è Ant+ compatibile con la maggior parte dei dispositivi compresi alcuni telefoni cellulari.
Il misuratore di potenza trova impiego nelle metodiche di allenamento per monitorare con precisione lo sforzo (potenza erogata) nell'eseguire i vari esercizi di preparazione.
Per il suo utilizzo, solitamente è bene visualizzare a display sia la potenza istantanea sia quella mediata ai 3 secondi (più facile da usare come parametro perché meno soggetta a variazioni repentine).